# Martin Lowe
Martin Lowe (geboren um 1968 in Stoke-on-Trent) ist ein britischer Komponist, Arrangeur, Bühnenmusiker und Dirigent. Er erhielt zahlreiche Preise und Auszeichnungen.

## Leben und Werk
Lowe besuchte die St Peter's High School in Stoke-on-Trent. Er studierte Musik und Drama an der University of Hull, wo er 1989 seinen Abschluss erhielt. Am National Theatre in London arbeitete er unter anderem für die Produktionen War Horse, Caroline, or Change, A Funny Thing Happened on the Way to the Forum, Nation und Once In A Lifetime. Für Julian Crouchs The Wolves in the Walls und für An Appointment with the Wicker Man am National Theatre of Scotland war er als Orchestrator und Music Supervisor tätig.
2003 war er als Musikalischer Leiter an der Uraufführung von Jerry Springer – The Opera, eines Musicals von Richard Thomas und Stewart Lee, beteiligt. Die Produktion des National Theatre war derart erfolgreich, dass das Stück im November 2003 ins Londoner West End übersiedelte und dort bis Februar 2005 lief. Es war das bislang erste Musical, welche alle vier renommierten Londoner Auszeichnungen als Best New Musical (What's On Stage, Olivier, Evening Standard, Critics Circle) gewinnen konnte. Aufgrund seiner Vulgärsprache, seiner deftigen Scherze und surrealer Bilder, wie einer Truppe stepptanzender Ku-Klux-Klan-Mitglieder, evozierte das Musical, insbesondere nach seiner BBC-Two-Ausstrahlung Anfang 2005, massive Proteste christlicher Fundamentalisten und rechter politischer Gruppen, wie der Christian Voice oder der British National Party. Bei der BBC gingen 63.000 Beschwerden ein. Auf Grund der Proteste sagten neun Bühnen in Großbritannien das Gastspiel ab, dennoch wurde die UK-Tour 2006 ein großer Erfolg bei Publikum und Presse.
Lowe war auch Musikalischer Leiter des legendären Musicals Mamma Mia! am Londoner West End und betreute anschließend Produktionen dieses Stücks in Japan, Südkorea, China und Schweden. Auch war er für die Universal-Pictures-Verfilmung mit Meryl Streep in der Hauptrolle als Musikalischer Leiter verantwortlich. Weiters dirigierte er mehrere West-End-Shows – beispielsweise The Full Monty, Once on This Island, Cats und Les Misérables. Für seine Arbeit als Music Supervisor und Orchestrator des Musicals Once, zuerst ab Dezember 2011 am Broadway, dann am Londoner West End, erhielt er mehrere Preise.
Zu seinen kompositorischen Arbeiten zählen unter anderem die Vertonungen von Martin Crimps The Misanthrope und von David Hares The Secret Rapture. Eine vertonte Fassung von Hares The Blue Room von David Haare wurde am Chichester Festival Theatre uraufgeführt, Lettice and Lovage von Peter Shaffer mit Lowes Musuj ging auf England-Tour. Für BBC Radio 4 schrieb er den Score für Into Exile und Dear Exile. Weiters arbeitete er u. a. für den Film Greetings from Tim Buckley, für The Lily’s Revenge am American Repertory Theatre und für das Musical The Light Princess von Tori Amos am National Theatre als Music Supervisor und Arrangeur.
Die Regisseure Julian Crouch und Brian Mertes verpflichteten Loewe 2013 erstmals an die Salzburger Festspiele, wo er für die Musikalische Leitung und Orchestrierung der neuen Jedermann-Inszenierung verantwortlich zeichnete. Die Inszenierung stand bis 2016 auf dem Spielplan der Festspiele. 2015 erarbeitete er in Salzburg gemeinsam mit Julian Crouch und Sven-Eric Bechtolf eine „Einmalige Experimentalfassung“ der Dreigroschenoper, die unter dem Titel Mackie Messer – Eine Salzburger Dreigroschenoper in der Felsenreitschule aufgeführt wurde. Für die Umsetzung beider Projekte wurde eigens das Ensemble 013 gegründet; ein kammermusikalisches Orchester europäischer Elitemusiker, welche sich ebenso in Klassik wie in der Improvisation zu Hause fühlen.

## Auszeichnungen (Auswahl)
- 1995: Olivier Award für Bestes Musical für Once on This Island
- 2004: Olivier Award für Bestes Musical für Jerry Springer – The Opera
- 2007: Olivier Award für Bestes Musical für Caroline, or Change
- 2012: Tony Award für Beste Orchestrierung für das Musical Once
- 2013: Grammy Award für Bestes Musical-Theater-Album für das Musical Once
- 2014: Nominierung für den Olivier Award für Bestes Musical für das Musical Once

- Drama Desk Award und Obie Award für das Musical Once
- Golden Reel Award für Mamma Mia!
- TMA Award für Beste Kinder- und Jugendshow für The Wolves In The Walls